# Otto Möller (Maler)
Otto Karl Möller (* 20. Juli 1883 in Schmiedefeld, Thüringen; † 29. Februar 1964 in Berlin) war ein deutscher Maler, Grafiker und Zeichenlehrer. In seinem Werk durchlief Möller verschiedene Stilrichtungen, wie Impressionismus, Expressionismus, Kubofuturismus und Neue Sachlichkeit. Seinen Bekanntheitsgrad erreichte er als Vertreter der Berliner Novembergruppe und Expressionist der zweiten Generation.

## Leben und Werk

### Kindheit und Jugend
Otto Möller wurde als zweites von drei Kindern der Eltern Emma Fanny (geb. Haubeiss) und des Kaufmanns Franz Hermann Möller in Schmiedefeld/Thüringen geboren. Nach dem Abschluss seiner Schulausbildung zog er 1903 gemeinsam mit seinem älteren Bruder Rudolf Möller nach Berlin. Zwischen 1905 und 1907 absolvierte er und sein Bruder an der Königlichen Kunstschule bei Philipp Franck eine Ausbildung zum Zeichenlehrer. Nach der Ausbildung folgte zwischen 1907 und 1908 ein kurzer Aufenthalt im Atelier von Lovis Corinth. Der Einfluss von Corinths Lehre fand vor allem in den Porträts Otto Möllers als auch in den wenigen Aktdarstellungen Niederschlag. Zeitgleich setzten Möllers erste Versuche auf dem Gebiet der Druckgrafik ein.
Unmittelbar nach dem Atelieraufenthalt bei Corinth nahm Otto Möller seine Arbeit als Zeichenlehrer am städtischen Paulsen-Realgymnasium in Berlin-Steglitz auf. 1910 stellte Otto Möller als einer der Jüngsten erstmals auf der Berliner Secession aus. Wie seine Vorbilder und Lehrmeister Philipp Franck, Max Liebermann und Lovis Corinth aus der Berliner Secession gestaltete Otto Möller bevorzugt Landschaften, Alleen-, Markt- und Straßenimpressionen sowie Alltagszenerien.
1913 heiratete Otto seine Studienkollegin Erna Minna Juliana Senkbeil (genannt: Anni). Anni brachte am 12. Juni 1915 ihren ersten Sohn Hans zur Welt.

### Erster Weltkrieg und Weimarer Republik
1915 wurde Otto Möller eingezogen und an der Westfront zwischen Elsass-Lothringen und der Schweiz stationiert. Nach Kriegsende trat er aus der evangelischen Kirche aus und in die revolutionäre Berliner Künstlervereinigung Novembergruppe ein. Gemeinsam mit seinem Bruder Rudolf war er seit 1919 auf der ersten und fast ohne Unterbrechung auf allen weiteren Ausstellungen der Novembergruppe vertreten. Künstlerisch wandte sich Otto Möller spätexpressionistischen Tendenzen der Kunst zu. Aus Expressionismus, Dadaismus, Konstruktivismus und Futurismus entwickelte Otto Möller einen Stilsynkretismus, wie er für die Künstler der Novembergruppe charakteristisch war. Als Zeichenlehrer gehörte Otto Möller neben  Bernhard Hasler, Moriz Melzer, Heinz Fuchs, Rudolf Ausleger, César Klein, Bernhard Klein und Georg Tappert dem pädagogischen Flügel der Novembergruppe an.
1921 kam Otto Möllers zweiter Sohn Peter zur Welt.
Zwischen 1920 und 1940 nahm Otto Möller als Lehrbeauftragter für Methodik und Pädagogik aktiv an den Reformen zur Neugestaltung der Kunsterziehung am Zentralinstitut für Unterricht und Erziehung teil.
Von 1926 bis 1945 unterrichtete er am Prinz-Heinrichs-Gymnasium im Berliner Ortsteil Schöneberg.
1929 verstarb seine Ehefrau Erna „Anni“ Senkbeil. Ein Jahr später heiratete Otto Möller seine zweite Ehefrau Margarete Selma Uhlmann, die jüngere Schwester des später bekannt gewordenen Bildhauers Hans Uhlmann.

### Nationalsozialismus
Mit dem Einsetzen des Nationalsozialismus stellte Otto Möller seine Ausstellungstätigkeit ein. Im Zuge der Vernichtung von sogenannter Entarteter Kunst durch die Nationalsozialisten ist auch mindestens ein Werk Otto Möllers, ein Seestück aus der Kunsthalle zu Kiel, zerstört worden.
Anfang Juni 1944 fiel Ottos Sohn Peter als Soldat bei Pinsk.

### Nachkriegszeit und Tod
Von 1945 bis 1946 arbeitete er als Studienrat am Lilienthal-Gymnasium im Ortsteil Berlin-Lichterfelde.
1946 übernahm Otto Möller eine Professur für Malen und Zeichnen in der Abteilung Kunstpädagogik der Berliner Hochschule für Bildende Künste. Während dieser Jahre veröffentlichte Otto Möller einige pädagogische Schriften, die seine Bemühungen um die Aufwertung der Kinderzeichnung seit den 20er Jahren und seine Reformbestrebungen für den Kunstunterricht widerspiegeln. 1955 trat er in den Ruhestand. Am 29. Februar 1964 verstarb Otto Möller in Berlin.
Otto Möller war Mitglied im Deutschen Künstlerbund.

## Werke (Auswahl)
- 1920 Straßenlärm, Öl/Lwd., Berlinische Galerie (Inv.nr. BG-M 4060/88)
- 1921 Die Sanfte, Mappe mit 10 Holzschnitten zu Dostojewski, Berlinische Galerie (Inv.nr. BG-G 8873/00 00–10), Schloss Moyland (Inv.nr. 12224–12229), Lindenau-Museum Altenburg (Inv.nr. G 1997-1103 bis 1113)
- 1921 Stadt, Öl/Lwd. Nationalgalerie Berlin
- 1921 Schachspieler, Öl/Lwd., Berlinische Galerie (Inv.nr. BG-M 4513/90)
- 1921 Die Brüder Karamasow, Mappe mit 10 Holzschnitten zu Dostojewski, Berlinische Galerie (Inv.nr. BG-G 8874/00 1–10)
- 1924 Fischerboote mit gelbbraunen Segeln, Öl/Lwd., Altonaer Museum, Hamburg (Inv.nr. 1975/17)
- 1926 Porträt Walter Kampmann, Öl/Lwd., Berlinische Galerie (Inv.nr. BG-M 0491/77)
- 1928 Balkon, Öl/Lwd., Berlinische Galerie (Inv.nr. BG-M 4512/90)

## Ausstellungen (Auswahl)
- 1910 – 1912 Ausstellungen der Berliner Secession (Sommer und Winterausstellung)
- 1916 V. Juryfreie Kunstschau Berlin
- 1919 – 1923, 1926 – 1928, 1930 – 1931, 1958 und 1959 Große Berliner Kunstausstellung
- 1919 Erste Ausstellung der Novembergruppe. Gemälde und Plastiken. Fränkel und Co., Josef Altmann, Berlin
- 1920 Graphik der Novembergruppe, Casa del arte italiana, Rom
- 1924 Erste allgemeine deutsche Kunstausstellung, Moskau-Leningrad
- 1928 Künstlergemeinschaft Porza, Zweite Ausstellung. Malerei, Architektur, Plastik, Charlottenburg
- 1960 Berlin – Ort der Freiheit für die Kunst, Recklinghausen, Wien, Oslo, Berlin, Schloss Charlottenburg
- 1961 Neue Sachlichkeit, Haus am Waldsee, Berlin
- 1967 Magischer Realismus in Deutschland 1920-33, Kunst und Museumsverein Wuppertal
- 1967 Berlin-Zwanziger Jahre, Haus am Lützowplatz, Berlin
- 1969 Realismus in der Malerei der Zwanziger Jahre, Frankfurter Kunstverein
- 1970 Expressionismus in Berlin 1908-1930, Bonn/Bad Godesberg
- 1990 Berliner Kunststücke. Die Sammlung der Berlinischen Galerie zu Gast im Museum der bildenden Künste Leipzig, und in der Neuen Berliner Galerie des Zentrums für Kunstausstellungen der DDR im Alten Museum Berlin
- 1994 Novembergruppe, Galerie Bodo Niemann, Berlin
- 2004 New Objectivity in Weimar Germany, Ubu Gallery, New York
- 2015 Otto Möller: Gemälde – Aquarelle – Druckgraphiken, Galerie Nierendorf, Berlin

## Nachlass
Otto Möllers zweite Ehefrau, Margarete Uhlmann, hatte sich nach seinem Tod um die Betreuung seines künstlerischen Nachlasses gekümmert. Ein Teilnachlass mit einer Vielzahl schriftlicher und künstlerischer Dokumente besitzt heute die Berlinische Galerie. Weitere Werke befinden sich in nationalen und internationalen Sammlungen, wie dem Lindenau-Museum in Altenburg, dem Museum Schloss Moyland, dem Altonaer Museum in Hamburg und dem Los Angeles County Museum of Art.